# باول غرين (لاعب تايكوندو)
باول غرين (بالإنجليزية: Paul Green)‏ هو لاعب تايكوندو بريطاني، ولد في 16 فبراير 1977 في مانشستر في المملكة المتحدة.

## وصلات خارجية
- باول غرين على موقع TaekwondoData.com (الإنجليزية)
- باول غرين على موقع أوليمبيديا (الإنجليزية)
- باول غرين على موقع اللجنة الأولمبية البريطانية (الإنجليزية)